# Alexander Tettey
Alexander Banor Tettey (4 d'abril de 1986) és futbolista professional noruec d'origen ghanés que juga de centrecampista defensiu pel Norwich City FC anglés.